# Оспина, Давид
Дави́д Оспи́на Рами́рес (исп. David Ospina Ramírez; род. 31 августа 1988[…], Медельин) — колумбийский футболист, вратарь клуба «Атлетико Насьональ» и сборной Колумбии.

## Клубная карьера
Давид начал свою профессиональную карьеру в одном из самых сильных клубов Колумбии в 17 лет. В 19 лет у Оспины, в отличие от великого Оскара Кордобы, было несколько предложений от иностранных клубов, таких как «Атлетико Мадрид» и «Бока Хуниорс». Он выиграл два чемпионских титула ещё до своего 20-летия.
После 3-х сезонов в «Атлетико Насьональ» Оспина перешёл во французскую «Ниццу», после неудачной попытки перейти в «Боку». Сумма трансфера составила 2 миллиона евро. В июле 2012 года появились слухи, что Давид может перейти в турецкий «Бешикташ». Тем не менее, 24 июля 2012 года сделка по этому трансферу сорвалась.
27 июля 2014 года Оспина перешёл в лондонский «Арсенал».
За день до закрытия трансферного окна в Италии, 16 августа 2018 года «Наполи» объявил о переходе колумбийца из «Арсенала» на правах аренды до конца текущего сезона. Дебютировал за клуб в матче 2-го тура Серии А против «Милана» и пропустил два мяча.
15 июня 2024 года «Атлетико Насьональ» объявил о возвращении Оспины на правах свободного агента.

## Карьера в сборной
Во время отборочного турнира к ЧМ-2010 он стал вторым самым молодым вратарём, когда-либо выходившим в стартовом составе сборной Колумбии (в возрасте 20-ти лет).
В первый день Копа Америка 2011 Оспина получил травму лица на тренировке, после столкновения с Уго Родальегой и пропустил весь турнир. Он был заменён на Энрике Мартинеса.
Давид Оспина начал отборочный турнир к ЧМ-2014 в стартовом составе в матчах против Боливии, Венесуэлы и Аргентины, в которых Колумбия победила, сыграла вничью и проиграла соответственно.

## Достижения
«Арсенал»
- Обладатель Кубка Англии (2): 2014/15, 2016/17
- Обладатель Суперкубка Англии: 2017

 «Наполи»
- Обладатель Кубка Италии: 2019/20

 Сборная Колумбии
- Бронзовый призёр (2): Копа Америка Сентенарио (2016), 2021